# 城軌車
城軌車，指城市內高載客量的鐵路車輛，屬於中國大陸的用語，即是城市軌道交通使用的鐵路車輛。
在中國大陸，由於鐵路角色有明顯和清楚的分工，地面鐵路必定擔當中長距運輸角色，跨市、跨縣甚至跨省，地下鐵路則擔當市內短距離運輸角色，故此地下鐵路使用的車輛常被稱為城軌車。
但是也有使用混淆的情况，例如民众、媒体常称的「广珠城轨」實際名為广珠城际轨道交通或广珠城际铁路，但不准确地用上「城轨」一詞，但其明顯是穿梭于广州和珠海两市，完全不是市內轨道交通。